# Dmitri Grigorovici

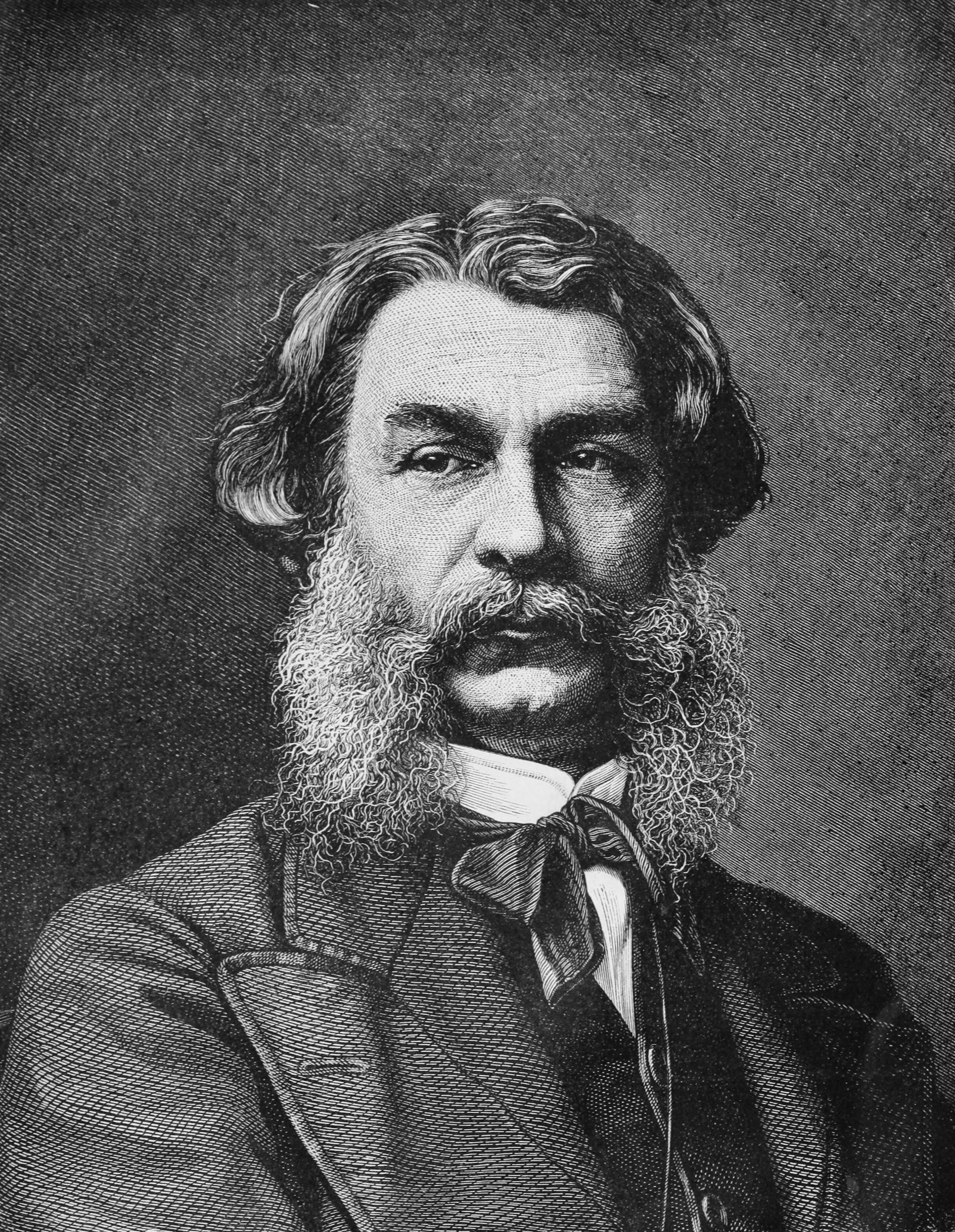
Dmitri Grigorovici

Dmitri Vasielevici Grigorovici (n. 31 martie [S.V. 19 martie] 1822 - d. 3 ianuarie 1900 [S.V. 22 decembrie 1899]) a fost un scriitor rus.
A fost unul dintre inițiatorii mișării narodnice în literatura rusă.
Proza sa, înscrisă în cadrul școlii naturale este bogată în material etnografic și evocă umanitatea țăranului, fără a uza de retorică sau idealizare.

## Scrieri
- 1846: Satul ("Derevnia")
- 1847: Anton Ghinionistul ("Anton Goremîka")
- 1853: Pescarii ("Rîbaki")
- 1855/1856: Emigranții ("Pereselențî").